# 밥 토머스 (배우)
밥 토머스(Bob Thomas, 1965년 3월 1일 ~ )는 미국의 배우, 텔레비전 배우, 각본가이다.
버지니아주 아팔라치아(Appalachia)에서 태어났다.

## 영화
- 스파인 팅글러! 더 윌리엄 캐슬 스토리 (2007년)
- 몬스터 나잇 (2006년)
- 프라이데이 나잇 라이트 (2004년)